# Olethreutes albidula
Olethreutes albidula är en fjärilsart som beskrevs av Heinrich 1926. Olethreutes albidula ingår i släktet Olethreutes och familjen vecklare. Inga underarter finns listade i Catalogue of Life.